# Jan van Call
Jan van Call, parfois appelé « le jeune » (Nimègue, 1656–1703), est un dessinateur et graveur néerlandais.

## Biographie
Jan van Call est né à Nimègue en février 1656 d'un père horloger, arpenteur et fondeur, célèbre pour sa capacité à améliorer le son des cloches. Son père souhaite que Jan suive son chemin, mais ce dernier préfère se consacrer à l'art du dessin.
Dans ses premiers dessins, Jan van Call copie de façon autodidacte les paysages de Brueghel, Paul Bril et Nieulant et étudie avec attention les principes de la perspective et de l'architecture, qui lui permettent de se faire remarquer. Il tire les sources de ses sujets de livres ou directement des environs de Nimègue et des bords du Rhin, qu'il reproduit au crayon ou à la plume avec encre de Chine d'après nature. D'après Descamps, ses dessins étaient achetés cher par les connaisseurs.
Il se marie à Nimègue en 1684 avec Agniet Wollik.
En 1685, Call et le peintre et graveur Johannes Teyler, de qui il est un ancien élève de mathématiques de Nimègue et qui est un pionnier de l'impression couleur, montent un atelier d'impression d'estampes en couleur à Ryswick, où ils impriment principalement des ouvrages liés à l’armée, ce qui constitue un acte pionnier dans l'art de l'estampe en couleur. L'atelier est cependant vendu en 1697.
Il voyage en Suisse et en Italie, et c'est à Rome qu'il a la production la plus abondante, s'inspirant de la campagne romaine, des villas, des palais et des ruines antiques. Il a beaucoup de succès avant de repartir à La Haye en 1691 en passant par divers pays dont l'Allemagne, où l'on sait qu'il a été à Berlin en 1690,. Dans les années 1690, le graveur et éditeur Peter Schenk l'Ancien publie à Amsterdam Admirandorum quadruplex spectaculum (« quadruple spectacle des miracles »), un livre de gravures exécutées par Jan van Call à la suite de son voyage à Rome, via l'Allemagne et la Suisse, où il dessine de nombreux paysages naturels et urbains,.

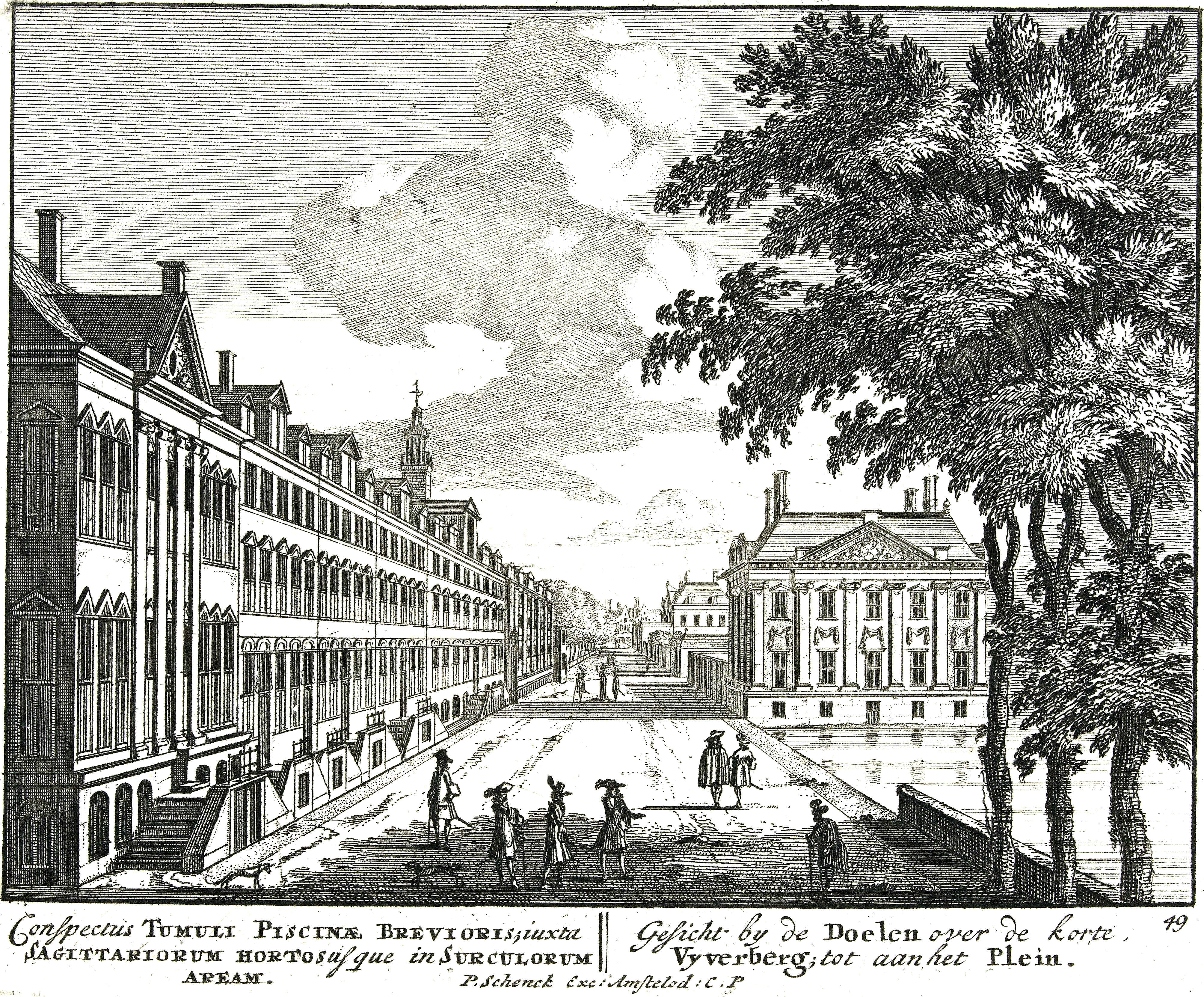
Korte Vijverberg, La Haye (1700), gravure de Peter Schenk l'Ancien d'après un dessin de Jan van Call (Rijksmuseum Amsterdam).

Call réalise de nombreuses eaux-fortes sur La Haye, qui ont eu beaucoup de succès. Il aurait également été peintre de miniatures.
Jan van Call meurt à La Haye après 1705 et laisse quatre enfants, dont deux artistes, en particulier Jan van Call le Jeune, qui a été employé à Prague par le roi de Prusse pour réaliser des esquisses pour aquarelle de scènes de bataille sur les guerres flamandes sous Louis XV.